# Jan Chiapusso
Jan Chiapusso (Gemou, Java, 2 février 1890 – Lawrence, 21 août 1969) est un pianiste et professeur américain né hollandais. Il a été l'élève de Frédéric Lamond et Raoul Pugno et, entre autres, le professeur de Rosalyn Tureck.

## Biographie
Jan Joseph Chiapusso est né à Gemou, près de Semarang, à Java dans les Indes néerlandaises, aujurd'hui l'Indonésie. Ses parents étaient des hollandais, bien que le nom de Chiapusso soit d'origine italienne. Alors qu'il n'avait que six mois, ses parents déménagent à Nimègue, aux Pays-Bas
Il entre au Conservatoire de Cologne en 1907 et est diplômé en 1911. Il se perfectionne avec Frédéric Lamond et Raoul Pugno
Il s'installe aux États-Unis en 1916, où il donne des concerts et est professeur de piano au Shorter College à Rome, en Géorgie de 1916 à 1917,. Il enseigne ensuite au  Bush Conservatory of Music de Chicago entre 1921 et 1931, interrompu en 1927, par une tournée de concerts à travers l'Europe,. Il enseigne à l'Université de Chicago (1932-1934) et à partir de 1934, à l'Université du Kansas à Lawrence jusqu'à sa retraite en 1960. Il retourne ensuite à la scène, donnant des conférences qu'il intitulle « Tone Picture Recitals » [littéralement : Récitals d'illustration sonore]. Dans ces discours, il veut illustrer l'influence sur les compositeurs Européens de la musique de gamelan et d'autres types de musiques javanaises, en s'appuyant sur ses propres expériences et connaissances
Alors que Chiapusso est au Conservatoire Bush de Chicago, il est le professeur de Rosalyn Tureck de 1929 à 1931. Il est le premier à reconnaître ses dons particuliers pour la musique de Jean-Sébastien Bach,. Il lui a aussi présenté les sonorités des instruments indonésiens, asiatiques et africains,
Chiapusso lui-même est un fervent défenseur de la musique de Bach et a écrit un livre intitulé Bach's World [Le Monde de Bach], publié chez Indiana University Press en 1968, un an avant sa mort,,.
Il est mort en 1969, à Lawrence, Kansas, âgé de 79 ans. Sa femme, née Beulah C. Hollingsworth, une soprano et professeur de musique, qu'il épouse en 1934, est décédée avant lui et ils n'y avaient aucun enfant.

## Enregistrements
Il a fait quelques enregistrements, dont certains sur piano mécanique Ampico, notamment :
- Frédéric Chopin, Étude en mi mineur, op. 25 no 5
- Franz Liszt, Étude transcendantale no 8 en ut mineur « Chasse sauvage »[13].

Il a également publié ses propres arrangements pour piano d'œuvres pour orgue et violoncelle seul de Bach.